# Софіївка (Броварський район)
Софі́ївка —  село в Україні, в Броварському районі Київської області. Населення становить 145 осіб. Входить до складу Згурівської селищної громади.

## Історія
Село засноване 1838 року Аркадієм Васильовичем Кочубеєм, який  надав більше 100 земельних наділів молодим сім‘ям села Згурівки та переселеним кріпакам з його Гутівського маєтку. У селі Софіївці в кінці 1838 року з допомогою Кочубея були зведені перші 24 будиночки і заселені його кріпаками. Село Кочубей назвав на честь своєї покійної дружини княгині Софії Миколаївни Кочубей (В‘яземської), правнучки гетьмана Кирила Розумовського.
Біля Софіївки два кургани скіфського періоду другої половини V — початку IV віків до н. э. Розвідані завідувачем археологічного відділу природно-історичного Полтавського губернського земства В.М Щербаковським у 1915 році. Серед прикрас знаходились нащічники до скіфської кінської вуздечки у вигляді зображення стегна і двох лап кошачого хижака. Поряд із селом знаходиться поселення пізньої Трипільської культури, датоване не раніше 2650 року до н.е. Про це свідчать матеріали експедиції 1963 року Інституту археології під керівництвом Ю.М.Захарук. Вчені провели дослідження північної околиці села. На ділянці тераси площею 3 га виявили сліди 8-ми площадок з глиняними жіночими фігурками та фрагментами кераміки, які належали 136 посудинам – горщикам та миски за формою конічні і напівсферичні з вінцями, насічками і перехресними лініями. У 1850 році Софіївку успадкував Петро Кочубей, а з 1892 року село перейшло у спадок його молодшому сину князю Василю Петровичу Кочубею і перебувало у його власності до 1918 року. Князь відмовився від усіх маєтків на користь держави і емігрував до Бельгії.
Софіївка була приписана до церкви Пресвятої Трійці у Усівці.
Софіївка є на мапі 1868 року.
1912 населення складало 634 особи.
Входило до: Березанської волості, Переяславського повіту - 1838, Войтівської волості Переяславського повіту (1885 як селище), Софіївської сільради Березанського району - 1923, Усівської сільради - 1954, Войківської сільради Яготинського району - 1963, Баришівського району - 1969, Згурівського району - 1986 , Згурівської селищної громади Броварського району з 2020 року.
| Україна | Це незавершена стаття з географії України. Ви можете допомогти проєкту, виправивши або дописавши її. |

1. ↑  В.М.Проценко Домени Згурівської провінції, (Софіївка) стор.117-119 (PDF) (українська) .
2. ↑  Зведений каталог метричних книг, клірових відомостей та сповідних розписів (українська) . Центральний державний історичний архів України, м. Київ (ЦДІАК України).
3. ↑  Трехверстовка Киевской области. Военно-топографическая карта. www.etomesto.ru. Процитовано 6 жовтня 2021.
4. ↑  Список населённых мест Полтавской губернии с кратким географическим очерком губернии. – Пл.: изд.губ.стат.комитета, 1912 г. – 517 с.